# Puyang

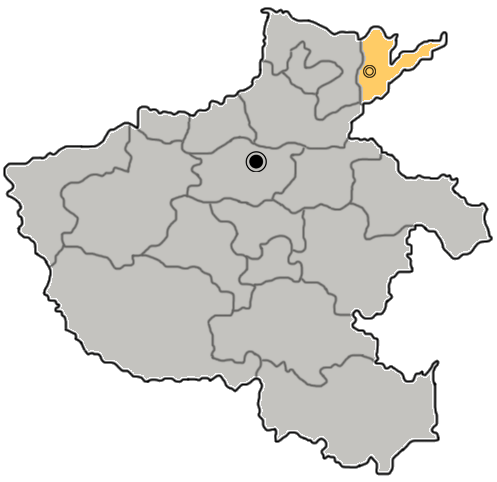
Puyang in Henan

Puyang (chinesisch 濮阳市, Pinyin Púyáng Shì) ist eine bezirksfreie Stadt mit 3.772.088 Einwohnern (Stand: Zensus 2020) auf einer Fläche von 4.188 km² im Nordosten der chinesischen Provinz Henan. Sie liegt am nördlichen Ufer des Gelben Flusses und grenzt an Anyang im Westen, Xinxiang im Südwesten sowie die Provinzen Shandong und Hebei im Osten und Norden.
Die urbane Bevölkerung beträgt 604.100 (Stand: Ende 2018).

## Administrative Gliederung
Die bezirksfreie Stadt Puyang setzt sich auf Kreisebene aus einem Stadtbezirk und fünf Kreisen zusammen. Diese sind: 
- Stadtbezirk Hualong (华龙区)
- Kreis Puyang (濮阳县)
- Kreis Qingfeng (清丰县)
- Kreis Nanle (南乐县)
- Kreis Fan (范县)
- Kreis Taiqian (台前县)

## Persönlichkeiten
- Li Ling (* 1989), Stabhochspringerin